# Рыночная площадь (Вроцлав)
Рыночная площадь (пол. Rynek we Wrocławiu) — средневековая рыночная площадь в Старом городе Вроцлава, которая сейчас является центральной частью пешеходной зоны. Рыночная площадь Вроцлава одна из самых больших старых городских рыночных площадей в Европе, а также площадь с самыми большими ратушами в Польше.
Границами площади являются улицы Офяр-Осьвенцимских, Шевска, Игельна и Келбаснича. К площади примыкают по диагонали Соляная площадь и площадь вокруг костёла Святой Елизаветы. К площади ведут десять улиц. Центральную часть Рыночной площади занимает рыночный квартал на котором расположены Старая ратуша, Новая ратуша и городские дома — «каменицы». На самой площади находятся улицы Гончарный переход, Железный переход и улица Сукеннице, а также тупик Ежи Гротовского. Раньше в Старой ратуше располагались городские власти и суд. В первой половине XIX века была построена Новая ратуша. Здесь и сегодня находится офис мэра Вроцлава и проходят заседания городского совета.
Указами от 15 февраля 1962 года и 21 января 1977 года — объект культурного наследия Польши.

## История
Рынок был основан в соответствии с магдебургским правом при правлении польского князя Генриха I Бородатого в 1232 году. 
Постоянное сообщение между Рыночной площадью и остальными районами города появилось в 1877 году, когда Вроцлавское общество уличной железной дороги (нем. Breslauer Straßen-Eisenbahn-Gesellschaft) запустило городские трамваи на конной тяге. 14 июня 1893 или 1891 года были запущены первые электрические трамваи.
Во Вторую мировую значительная часть домов была разрушена или сожжена. В период с 1949 по 1952 год проводились восстановительные работы, целью которых было перестроить или реконструировать старые здания для использования в основном в качестве жилых помещений, однако первые этажи — для обслуживания.